# 돈가방을 든 수녀
《돈가방을 든 수녀》(Nuns On The Run)는 영국에서 제작된 조나단 린 감독의 1990년 코미디, 범죄 영화이다. 에릭 아이들 등이 주연으로 출연하였고 마이클 화이트 등이 제작에 참여하였다. 핸드메이드 필름스가 제작하였다.

## 출연

### 주연
- 에릭 아이들
- 로비 콜트레인

### 조연
- 커밀 코두리
- 자넷 수즈먼

## 기타
- 공동제작: 시몬 보산퀘
- 미술: 시몬 홀랜드
- 의상: 수잔 옐랜드

## SBS 성우진 (1993년 9월 29일)
- 신성호 - 브라이언(에릭 아이들)
- 유해무 - 찰리(로비 콜트레인)
- 정경애 - 페이트(커밀 코두리)
- 김은영 - 원장 수녀(자넷 수즈먼)
- 임수아
- 탁원제
- 성선녀
- 안종익
- 유남희
- 장승길
- 강구한
- 김영민
- 김태웅
- 함수정
- 송덕희
- 이재용

## 홈 미디어
돈가방을 든 수녀의 배급권은 처음에 영국에서 DVD 출시를 위해 앵커 베이 엔터테인먼트가 보유하였다. 오리지널 DVD는 2002년 4월 8일 발매되었다.